# Wadi Sora

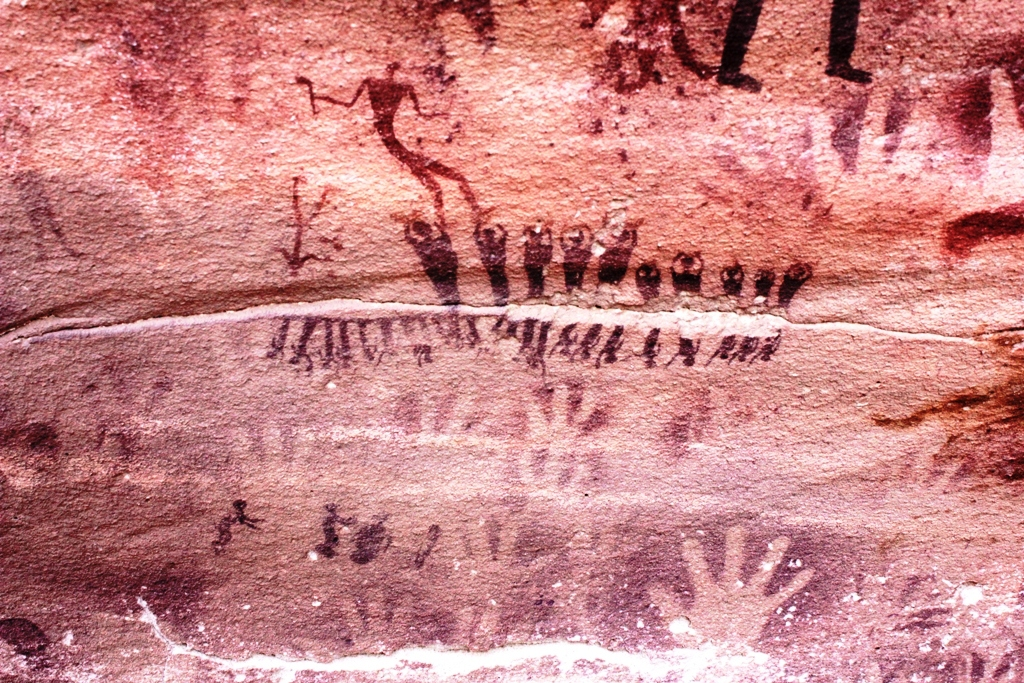
Cueva de las Bestias: Varios grupos de hombres sobre manos estarcidas.

Wadi Sora es un lugar del sudoeste del Desierto Líbico en el área fronteriza de Egipto, Libia y Sudán, donde se han encontrado importantes pinturas rupestres. El emplazamiento no es en realidad un wadi, sino un grupo de promontorios rocosos en el extremo occidental de la meseta desértica de Gilf Kebir. En las rocas hay varias cavidades protegidas que cuentan con pinturas.
Las pinturas principales, las de la Cueva de los Nadadores, fueron descubiertas durante la expedición Frobenius en octubre de 1933 por el conde húngaro László Almásy, también conocido como el Paciente Inglés a raíz de la película de este nombre. En el año 2002 fue descubierta la Cueva de las Bestias. Las dos cuevas están situadas a 10 km de distancia.
La ciudad más cercana es el oasis de Kufra. En las cercanías también se encuentran las cuevas de Karkur Talh en el Jebel Uweinat y el macizo de Terkéï o Ennedi, ya en Chad.